# Kim Kyok-sik
Kim Kyok-sik (* vor 1944; † 10. Mai 2015) war der nordkoreanische Generalstabschef und ehemaliger Verteidigungsminister.

## Karriere
Von 2007 bis 2009 war Kim Generalstabschef der nordkoreanischen Streitkräfte. Er soll hinter den beiden Angriffen von 2010 stehen (Untergang der Cheonan und Bombardement von Yeonpyeong), bei denen 50 Südkoreaner starben. Im November 2012 wurde der als Hardliner geltende General zum Verteidigungsminister Nordkoreas ernannt. Am 12. Mai 2013 wurde bekannt, dass er durch Jang Jong-nam als Verteidigungsminister ersetzt wurde. Das Amt des Verteidigungsministers gilt allerdings dem Posten des Generalstabschefs untergeordnet. Zehn Tage später ging aus einer Meldung der KCNA hervor, dass Kim Kyok-sik wieder Generalstabschef wurde.